# Phạm Văn Luân
Phạm Văn Luân (* 26. Mai 1999) ist ein vietnamesischer Fußballspieler.

## Karriere
Phạm Văn Luân erlernte das Fußballspielen in der Jugendmannschaft vom Khánh Hòa FC in Nha Trang. Von 2017 bis 2020 spielte er für die vietnamesischen Zweitligisten Pho Hien FC, Đắk Lắk FC und Cần Thơ FC. Am 1. Januar 2021 wechselte er in die erste Liga, wo er einen Vertrag beim Sài Gòn FC unterschrieb. 2021 spielte er für den Verein aus Ho-Chi-Minh-Stadt dreimal in der ersten Liga. Im Februar 2022 wurde er an den japanischen Zweitligisten FC Ryūkyū ausgeliehen. Nach nur einem Spiel kehrte er im Oktober 2022 nach Vietnam zurück.